# Saint-Gourgon
Saint-Gourgon là một xã thuộc tỉnh Loir-et-Cher miền trung nước Pháp.